# Éliminatoires du Championnat d'Europe de football espoirs 2013 - Groupe 3
Cet article donne les résultats des matchs du groupe 3 des éliminatoires du Championnat d'Europe de football espoirs 2013.

## Classement
| Rang | Équipe         | Pts | J | G | N | P | Bp | Bc | Diff |  | Résultats (▼ dom., ► ext.) |     |     |     |     |     |
| ---- | -------------- | --- | - | - | - | - | -- | -- | ---- |  | -------------------------- | --- | --- | --- | --- | --- |
| 1    | Tchéquie       | 16  | 6 | 5 | 1 | 0 | 19 | 3  | +16  |  | Tchéquie                   |     | 1-1 | -   | 2-1 | 8-0 |
| 2    | Arménie        | 11  | 6 | 3 | 2 | 1 | 10 | 5  | +5   |  | Arménie                    | 0-2 |     | 0-0 | 4-1 | 4-1 |
| 3    | Pays de Galles | 10  | 6 | 3 | 1 | 2 | 7  | 4  | +3   |  | Pays de Galles             | 0-1 | -   |     | 1-0 | 4-0 |
| 4    | Monténégro     | 9   | 6 | 3 | 0 | 3 | 14 | 8  | +6   |  | Monténégro                 | -   | -   | 3-1 |     | 4-0 |
| 5    | Andorre        | 0   | 8 | 0 | 0 | 8 | 2  | 32 | -30  |  | Andorre                    | 1-5 | 0-1 | 0-1 | 0-5 |     |

## Résultats et calendrier
| 29 mars 2011 | Andorre   | 0-1 | Pays de Galles           | Estadi Comunal (Andorre-la-Vieille) |                                  |
|              |           |     | 21e (csc) Armand Fajardo | Arbitrage : Sébastien Delferière    | Arbitrage : Sébastien Delferière |
|              | (Rapport) |     |                          | Arbitrage : Sébastien Delferière    | Arbitrage : Sébastien Delferière |

| 3 juin 2011 | Andorre   | 0-5 | Monténégro                                                                           | Estadi Comunal (Andorre-la-Vieille) |                                |
|             |           |     | 56e Marko Vešović · 65e Stefan Nikolić · 68e 90+1e Asmir Kajević · 86e Stefan Mugoša | Arbitrage : Georgi Vadachkoria      | Arbitrage : Georgi Vadachkoria |
|             | (Rapport) |     |                                                                                      | Arbitrage : Georgi Vadachkoria      | Arbitrage : Georgi Vadachkoria |

| 7 juin 2011 | Arménie                                                                   | 4-1 | Monténégro         | Stade Hanrapetakan Erevan (Arménie) |                               |
|             | Edgar Malakyan 3e 52e · Hovhannes Hovhannisyan 77e · Valter Poghosyan 84e |     | 78e Stefan Nikolić | Arbitrage : Gerhard Grobelnik       | Arbitrage : Gerhard Grobelnik |
|             | (Rapport)                                                                 |     |                    | Arbitrage : Gerhard Grobelnik       | Arbitrage : Gerhard Grobelnik |

| 10 août 2011 | Tchéquie | 8-0 | Andorre |                                 |                                 |
|              | Václav Kadlec 6e 40e (pen.) 72e · Tomas Wágner 14e · Milan Nitrianský 47e · Vladimir Darida 54e · Jakub Petr 89e · Josef Hušbauer 90+3e |     |         | Arbitrage : Vadims Direktorenko | Arbitrage : Vadims Direktorenko |
|              | (Rapport) |     |         | Arbitrage : Vadims Direktorenko | Arbitrage : Vadims Direktorenko |

| 3 septembre 2011 | Andorre   | 0-1 | Arménie              |                          |                          |
|                  |           |     | 85e Valter Poghosyan | Arbitrage : Sven Bindels | Arbitrage : Sven Bindels |
|                  | (Rapport) |     |                      | Arbitrage : Sven Bindels | Arbitrage : Sven Bindels |

| 6 septembre 2011 | Monténégro                                                      | 3-1 | Pays de Galles   |                             |                             |
|                  | Radivoje Golubović 65e · Stefan Mugoša 77e · Stefan Nikolić 88e |     | 55e Tom Bradshaw | Arbitrage : Alan Mario Sant | Arbitrage : Alan Mario Sant |
|                  | (Rapport)                                                       |     |                  | Arbitrage : Alan Mario Sant | Arbitrage : Alan Mario Sant |

| 6 septembre 2011 | Tchéquie            | 1-1 | Arménie            |                                     |                                     |
|                  | Vladimir Darida 68e |     | 55e Edgar Malakyan | Arbitrage : Anastasios Sidiropoulos | Arbitrage : Anastasios Sidiropoulos |
|                  | (Rapport)           |     |                    | Arbitrage : Anastasios Sidiropoulos | Arbitrage : Anastasios Sidiropoulos |

| 8 octobre 2011 | Pays de Galles          | 1-0 | Monténégro | Racecourse Ground Wrexham (pays de Galles) |                           |
|                | Daniel Alfei 58e (pen.) |     |            | Arbitrage : Vladimir Vnuk                  | Arbitrage : Vladimir Vnuk |
|                | (Rapport)               |     |            | Arbitrage : Vladimir Vnuk                  | Arbitrage : Vladimir Vnuk |

| 11 octobre 2011 | Pays de Galles | 0-1 | Tchéquie         | Racecourse Ground Wrexham (pays de Galles) |                           |
|                 |                |     | 5e Václav Kadlec | Arbitrage : Nikolaj Hänni                  | Arbitrage : Nikolaj Hänni |
|                 | (Rapport)      |     |                  | Arbitrage : Nikolaj Hänni                  | Arbitrage : Nikolaj Hänni |

| 11 novembre 2011 | Arménie   | 0-2 | Tchéquie                | Stade Hanrapetakan Erevan (Arménie) |                              |
|                  |           |     | 76e 90+2e Jan Chramosta | Arbitrage : Dag Vidar Hafsås        | Arbitrage : Dag Vidar Hafsås |
|                  | (Rapport) |     |                         | Arbitrage : Dag Vidar Hafsås        | Arbitrage : Dag Vidar Hafsås |

| 11 novembre 2011 | Monténégro                                                                 | 4-0 | Andorre | Stadion kraj Bistrice Nikšić (Monténégro) |                       |
|                  | Ermin Alić 7e · Stefan Mugoša 9e · Stefan Nikolić 51e · Marko Vukčević 70e |     |         | Arbitrage : Eiko Saar                     | Arbitrage : Eiko Saar |
|                  | (Rapport)                                                                  |     |         | Arbitrage : Eiko Saar                     | Arbitrage : Eiko Saar |

| 15 novembre 2011 | Arménie   | 0-0 | Pays de Galles | Republican Stadium (Erevan) |
|                  |           |     |                | Arbitrage : Igor Pristovnik |
|                  | (Rapport) |     |                |                             |

| 29 février 2012 | Pays de Galles                                                 | 4-0 | Andorre | Racecourse Ground Wrexham (pays de Galles) |                                |
|                 | Billy Bodin 22e 33e · Xavier Vieira 44e (csc) · Ryan Doble 59e |     |         | Arbitrage : Vitali Sevostyanik             | Arbitrage : Vitali Sevostyanik |
|                 | (Rapport)                                                      |     |         | Arbitrage : Vitali Sevostyanik             | Arbitrage : Vitali Sevostyanik |

| 1er juin 2012 | Tchéquie              | 2-1 | Monténégro        | Chance Arena Jablonec nad Nisou (République tchèque) |                               |
|               | Jan Chramosta 34e 63e |     | 75e Asmir Kajević | Arbitrage : Vladimir Kazmenko                        | Arbitrage : Vladimir Kazmenko |
|               | (Rapport)             |     |                   | Arbitrage : Vladimir Kazmenko                        | Arbitrage : Vladimir Kazmenko |

| 5 juin 2012 | Andorre               | 1-5 | Tchéquie                            | Estadi Comunal (Andorre-la-Vieille) |                            |
| 17h30       | Luigi San Nicolas 70e |     | 25e (39) 45e (69) 77e Jan Chramosta | Arbitrage : Bardhyl Pashaj          | Arbitrage : Bardhyl Pashaj |
| 17h30       | (Rapport)             |     |                                     | Arbitrage : Bardhyl Pashaj          | Arbitrage : Bardhyl Pashaj |

| 12 juin 2012 | Arménie                                                                                       | 4-1 | Andorre        | Republican Stadium (Erevan)  |                              |
| 20h00        | Hovhannes Hovhannisyan 4e · Taron Voskanyan 36e · Artak Edigaryan 46e · Kamo Hovhannisyan 89e |     | 33e Adam Smith | Arbitrage : Andris Treimanis | Arbitrage : Andris Treimanis |
| 20h00        | (Rapport)                                                                                     |     |                | Arbitrage : Andris Treimanis | Arbitrage : Andris Treimanis |

| 15 août 2012 | Pays de Galles | - | Arménie |  |  |
|              |                |   |         |  |  |

| 7 septembre 2012 | Monténégro | - | Tchéquie |  |  |
|                  |            |   |          |  |  |

| 10 septembre 2012 | Tchéquie | - | Pays de Galles |  |  |
|                   |          |   |                |  |  |

| 10 septembre 2012 | Monténégro | - | Arménie |  |  |
|                   |            |   |         |  |  |